# Józefy (Mazovië)
Józefy is een plaats in het Poolse district  Węgrowski, woiwodschap Mazovië. De plaats maakt deel uit van de gemeente Wierzbno en telt 90 inwoners.